# Coenosia hirsutiloba
Coenosia hirsutiloba este o specie de muște din genul Coenosia, familia Muscidae, descrisă de Ma în anul 1981. Conform Catalogue of Life specia Coenosia hirsutiloba nu are subspecii cunoscute.